# 29: Written in Stone
29: Written in Stone — третий студийный альбом американской кантри-певицы Карли Пирс, вышедший 17 сентября 2021 года на лейбле Big Machine Records и содержащий 15 треков. Альбом является продолжением мини-альбома 29, в котором рассказывалось о её разводе с Майклом Рэем и смерти её бывшего продюсера Busbee. Это был третий студийный альбом в карьере Пирс и третий, выпущенный на лейбле Big Machine. С этого проекта было выпущено три сингла, в том числе песня «Next Girl», попавшая в топ-20 чартов, а также хит № 1 «Never Wanted to Be That Girl», который 5 февраля 2023 года получил премию «Грэмми» за лучшее кантри-исполнение дуэтом или группой. Альбом получил положительные отзывы критиков.

## Об альбоме
Пирс записала два коммерчески успешных альбома с продюсером Busbee, который умер в 2019 году. После начала пандемии COVID-19 Пирс развелась с кантри-исполнителем Майклом Рэем. Эти переживания легли в основу семипесенного мини-альбома (EP), выпущенного в феврале 2021 года под названием 29. После его выхода Пирс отметила, что не закончила выпуск новой музыки. «За последние несколько недель я поняла, что не совсем закончила писать свою 29 главу…», — прокомментировала она в апреле 2021 года.
В конечном итоге она хотела завершить то, что было начато в музыкальном путешествии мини-альбом 29. «То, что вы слышите в этом проекте, — это все стадии завершения отношений, осознание, горе, гнев, смятение… Как только я увидела все эти песни, увидела части, которые они представляют, я почувствовала, что все закончено», — сказала она в интервью People. В августе 2021 года Пирс объявила о выходе финального проекта под названием 29: Written in Stone.

## Запись и содержание
29: Written in Stone был записан в шести разных студиях, расположенных в Нашвилле, штат Теннесси: Evan’s Place, Maverick Recordings, The Robbins Nest, Santa’s Workspace, Sound Stage Studios и The Sound Emporium. Шейн Маканалли, Джош Осборн и Джимми Роббинс выступили продюсерами Пирс в этом проекте. Все три продюсера также работали над оригинальным мини-альбомом 29 (EP). Пирс и её продюсеры продолжили звучание EP в стиле «кантри 90-х», вернувшись к более традиционному подходу, вдохновлённому кантри-артистами её молодости. «Я обнаружила, что Шейн МакАналли и Джош Осборн любили кантри 90-х, как и я. Это открыло мне понимание того, как мы слушали музыку в детстве, чего я никогда не испытывала с Бусби, [поскольку] он был поп-продюсером», — объяснила она.
Альбом содержит в общей сложности 15 треков, все из которых были написаны Пирс в соавторстве. Пять песен были написаны Шейном МакАналли и Джошем Осборном. Многие материалы альбома были написаны женщинами, включая кантри-исполнительниц Келси Баллерини и Эшли Макбрайд. «Эти женщины были первыми, кто написал мне, как только стало известно о моём разводе, и действительно заботились обо мне как о человеке. Я смогла быть жестоко откровенной в этих комнатах, потому что чувствовала себя в безопасности с ними», — объяснила она. Forbes описал открывающий проект трек «Diamondback» как «извращённую сказку с запоминающимся аккомпанементом скрипки». Журнал People описал песню «What He Didn’t Do» как «балладу, которая проходит по сложной линии между осторожной осмотрительностью и праведным негодованием». «Easy Going», вдохновлённая блюграссом, включала фоновый вокал Sonya Isaacs из группы The Isaacs.
В нескольких треках альбома приняли участие кантри-артисты. В песне «Dear Miss Loretta» звучит гармоничный дуэтный вокал Патти Лавлесс. Песня также отдаёт дань уважения кантри-певице Лоретте Линн. Описание сельской местности Аппалачей в песне также отражает происхождение Пирс и Лавлесс, поскольку обе артистки родом из Кентукки. Пирс объяснила свою любовь к Лавлесс в интервью Taste of Country: «Когда слышишь, как Патти Лавлесс поёт твои слова, невозможно описать это ощущение». Также в альбом вошёл дуэт с Эшли МакБрайд под названием «Never Wanted to Be That Girl». В песне Пирс играет жену изменяющего мужа, а МакБрайд — любовницу. Rolling Stone сравнил трек с дуэтом Линды Дэвис и Рибы Макинтайр «Does He Love You», который имел схожую тематику.
Название альбома взято из трека «Mean It This Time», в котором есть слова «I’m gonna write it in stone». Пирс объяснил Forbes общий смысл песни: «Для меня это действительно означает, что ваши слова, ваши действия и ваша правда должны быть написаны на камне, и я действительно, действительно чувствую, что последний год научил меня именно этому». «Your Drinkin' My Problem» и «All the Whiskey in the World» также стали новыми песнями, вошедшими в коллекцию. Остальные семь песен, вошедшие в 29: Written in Stone, впервые были выпущены на мини-альбоме 29.

## Отзывы
| Оценки критиков     | Оценки критиков |
| Источник            | Оценка          |
| ------------------- | --------------- |
| AllMusic            | [ 1 ]           |
| Entertainment Focus | [ 15 ]          |

29: Written in Stone получил одобрительные отзывы журналистов и критиков. Стивен Томас Эрлевайн из AllMusic оценил альбом в три с половиной звезды. Эрлевайн высоко оценил самоанализ альбома в текстах и вокальное исполнение в таких песнях, как «Dear Miss Loretta». В заключение рецензии Эрлевайн отметил: «Хотя тексты Пирс иногда бывают слишком откровенными — дело не в том, что она углубляется в личные подробности, а в том, что она завязывает свои грязные эмоции в аккуратный бантик, — её уязвимость вызывает умиление, а мастерство, с которым ей помогают продюсеры Шейн МакАналли и Джош Осборн, отличается прочностью, так что музыка сохраняет свою привлекательность даже после того, как истории становятся знакомыми».
Крис Уиллман из Variety сравнил стиль альбома со стилем классических кантри-артистов: «Она собирает осколки своей жизни, а также старых записей Конвея и Лоретты». Уиллман считает, что лирика альбома, вдохновлённая разводом, помогла создать лучшую запись: «На данный момент, во всяком случае, нам повезло, что она снова стала мисс [вместо мисс], и что её музыкальная одарённость, позволяющая ей выплеснуть все это на поверхность, соответствует уровню её недовольства. Если вам захотелось немного грустной кантри-музыки, то счастливые дни снова настали».
Журнал «Entertainment Focus» дал альбому пятизвёздочную рецензию, назвав его «лучшей записью в её карьере и одним из лучших кантри-альбомов за последние 20 лет».

## Список композиций
Слова и музыка всех песен — Карли Пирс, с дополнительными соавторами там, где указано.
| №                   | Название                                         | Автор(ы)                                   | Длительность |
| ------------------- | ------------------------------------------------ | ------------------------------------------ | ------------ |
| 1.                  | «Diamondback»                                    | Келси Баллерини Tofer Brown Шейн Маканалли | 3:02         |
| 2.                  | «What He Didn’t Do»                              | Эшли МакБрайд Emily Shackelton             | 3:11         |
| 3.                  | «Easy Going»                                     | Натали Хемби Джош Осборн                   | 4:46         |
| 4.                  | «Dear Miss Loretta» (при участии Патти Лавлесс)  | Брэнди Кларк Маканалли                     | 3:40         |
| 5.                  | «Next Girl»                                      | Маканалли Осборн                           | 2:44         |
| 6.                  | «Should've Known Better»                         | Jordan Reynolds Shackelton                 | 3:01         |
| 7.                  | «29»                                             | Маканалли Осборн                           | 3:42         |
| 8.                  | «Never Wanted to Be That Girl» (с Эшли МакБрайд) | Маканалли Эшли МакБрайд                    | 3:34         |
| 9.                  | «Your Drinkin', My Problem»                      | Nicolle Galyon Sasha Sloan Ben West        | 3:34         |
| 10.                 | «Liability»                                      | Маканалли Осборн                           | 2:44         |
| 11.                 | «Messy»                                          | Sarah Buxton Джимми Роббинс                | 2:53         |
| 12.                 | «Show Me Around»                                 | Shackelton West                            | 3:40         |
| 13.                 | «Day One»                                        | Маканалли Осборн Matthew Ramsey            | 3:30         |
| 14.                 | «All the Whiskey in the World»                   | Jordan Terry Minton Reynolds Shackelton    | 3:06         |
| 15.                 | «Mean It This Time»                              | Minton Reynolds Shackelton                 | 4:08         |
| Общая длительность: | Общая длительность:                              | Общая длительность:                        | 51:38        |

## Позиции в чартах

### Еженедельные чарты
| Чарт (2021)                              | Высшая позиция |
| ---------------------------------------- | -------------- |
| Шотландия (Scottish Albums Chart)        | 54             |
| Великобритания (UK Country Albums Chart) | 2              |
| Великобритания (UK Digital Albums Chart) | 45             |
| США (Billboard 200)                      | 83             |
| США (Billboard Top Country Albums)       | 9              |

### Годовые итоговые чарты
| Чарт (2022)                       | Позиция |
| --------------------------------- | ------- |
| US Top Country Albums (Billboard) | 58      |